# ТЕС Іховбор
6°24′23.3″ пн. ш. 5°40′57.9″ сх. д. / 6.406472° пн. ш. 5.682750° сх. д.
ТЕС Іховбор — теплова електростанція в Нігерії у південному штаті Едо, на північно-східній околиці його столиці Бенін-Сіті.
Станція є однією з десяти, спорудження яких здійснювалось у відповідності до оголошеної 2005 року програми стрімкого нарощування можливостей електроенергетики National Integrated Power Projects. Генеральним підрядником будівництва стала японська корпорація Marubeni, тоді як чотири газові турбіни типу 9E з одиничною потужністю 112,5 МВт постачила компанія General Electric.
У березні 2015 року ТЕС Іховбор оголосили введеною в експлуатацію. Її забезпечення паливом здійснюється через під'єднання до газопровідної системи Ескравос — Лагос. Втім, одразу після запуску забезпечити надійне постачання не вдалось, зокрема через диверсії на трубопроводах. Як наслідок, станом на середину 2017 року станція працювала лише на чверть від своєї потужності.
У середині 2010-х уряд Нігерії оголосив про намір приватизувати всі об'єкти, виконані за програмою National Integrated Power Projects.